# Tranzschelia anemones
Tranzschelia anemones (Pers.) Nannf. – gatunek grzybów z rzędu rdzowców (Pucciniales).

## Systematyka i nazewnictwo
Pozycja w klasyfikacji według Index Fungorum: Tranzschelia, Tranzscheliaceae, Pucciniales, Incertae sedis, Pucciniomycetes, Pucciniomycotina, Basidiomycota, Fungi.
Po raz pierwszy takson ten w 1800 r. opisał Christiaan Hendrik Persoon, nadając mu nazwę Puccinia anemones. Obecną, uznaną przez Index Fungorum nazwę, nadał mu w 1939 r. John Axel Nannfeldt.
Ma 13 synonimów. Niektóre z nich:
- Tranzschelia fusca (Wallr.) Dietel 1922
- Tranzschelia thalictri (Chevall.) Dietel 1922[2].

## Morfologia i rozwój
Tranzschelia anemones to pasożyt jednodomowy, którego cykl rozwojowy odbywa się na jednym gatunku żywiciela. W Polsce jest nim zawilec gajowy (Anemone nemorosa) i sasanka łąkowa (Pulsatilla pratensis). Jest też rdzą niepełnocyklową, wytwarzającą tylko spermogonia i telia. Spermogonia stożkowate, bez peryfiz, tworzące się pod kutykulą. Telia powstają pod epidermą. Teliospory powstają na trzonkach pojedynczo, są dwukomórkowe z poprzeczną przegrodą, łatwo rozpadające się, o brunatnych ścianach z gęstymi wyraźnymi brodawkami lub kolcami. Mają w każdej komórce po jednej porze rostkowej.
Tranzschelia anemones jest szeroko rozprzestrzeniony w Ameryce Północnej i Europie, występuje także w Azji. Jest monofagiem. W Polsce jest dość częsty.